# Bandera de Palau-sator
La bandera oficial de Palau-sator té la descripció següent:
Bandera apaïsada, de proporcions dos d'alt per tres de llarg, tercejada horitzontalment de groc al primer terç, faixada ondada de tres peces blanques i tres de blau clar, cadascuna de mitja, tres i mitja crestes, el segon, i de blanc el tercer, i amb un pal vermell a la vora de l'asta, de gruix 1/4 de la llargària del drap, carregat, al centre, del palau torrejat groc de porta i finestres vermelles de l'escut, d'alçària 13/44 de la del drap i amplària 11/72 de la llargària del mateix drap.
Aquesta bandera incorpora, de manera esquemàtica, els elements heràldics representatius dels quatre nuclis de població que integren el municipi: el palau per a Palau-sator; el groc del primer terç simbolitza el bou de Sant Julià de Boada; la faixa ondada, la font heràldica de Fontclara; i el terç blanc, la mola de molí de Sant Feliu de Boada.

## Història

Antiga Bandera oficial de Palau-sator

L'antiga bandera oficial va ser aprovada el 18 de novembre de 1998 i publicada en el DOGC el 28 de desembre del mateix any amb el número 2794 amb la descripció següent:
Bandera apaïsada de proporcions dos d'alt per tres de llarg, vermella, amb un palau torrejat de groc, d'altura 2/3 de la del drap, i d'amplada 1/3 de la llargària del mateix drap.
Aquesta bandera fou modificada mitjançant una resolució de data 30 de juny de 2009, publicada el 14 de juliol del mateix any en el DOGC número 5420, i substituïda per l'actual.